# Louan-Villegruis-Fontaine
Louan-Villegruis-Fontaine és un municipi francès, situat al departament de Sena i Marne i a la regió de Illa de França. L'any 2007 tenia 508 habitants.
Forma part del cantó de Provins, del districte de Provins i de la Comunitat de comunes del Provinois.

## Demografia

### Població
El 2007 la població de fet de Louan-Villegruis-Fontaine era de 508 persones. Hi havia 190 famílies, de les quals 37 eren unipersonals (8 homes vivint sols i 29 dones vivint soles), 58 parelles sense fills, 83 parelles amb fills i 12 famílies monoparentals amb fills.
La població ha evolucionat segons el següent gràfic:
Habitants censats

### Habitatges
El 2007 hi havia 259 habitatges, 186 eren l'habitatge principal de la família, 55 eren segones residències i 18 estaven desocupats. Tots els 257 habitatges eren cases. Dels 186 habitatges principals, 158 estaven ocupats pels seus propietaris, 22 estaven llogats i ocupats pels llogaters i 6 estaven cedits a títol gratuït; 1 tenia una cambra, 10 en tenien dues, 29 en tenien tres, 59 en tenien quatre i 87 en tenien cinc o més. 155 habitatges disposaven pel capbaix d'una plaça de pàrquing. A 78 habitatges hi havia un automòbil i a 95 n'hi havia dos o més.

### Piràmide de població
La piràmide de població per edats i sexe el 2009 era:
| Homes | Edats   | Dones |
| ----- | ------- | ----- |
| 0     | 95 o +  | 0     |
| 0     | 90 a 94 | 4     |
| 0     | 85 a 89 | 4     |
| 0     | 80 a 84 | 12    |
| 0     | 75 a 79 | 0     |
| 12    | 70 a 74 | 0     |
| 28    | 65 a 69 | 12    |
| 12    | 60 a 64 | 24    |
| 8     | 55 a 59 | 8     |
| 16    | 50 a 54 | 24    |
| 16    | 45 a 49 | 16    |
| 12    | 40 a 44 | 4     |
| 20    | 35 a 39 | 8     |
| 20    | 30 a 34 | 16    |
| 16    | 25 a 29 | 20    |
| 12    | 20 a 24 | 12    |
| 8     | 15 a 19 | 4     |
| 16    | 10 a 14 | 16    |
| 16    | 5 a 9   | 4     |
| 16    | 0 a 4   | 4     |

## Economia
El 2007 la població en edat de treballar era de 313 persones, 220 eren actives i 93 eren inactives. De les 220 persones actives 197 estaven ocupades (116 homes i 81 dones) i 23 estaven aturades (9 homes i 14 dones). De les 93 persones inactives 24 estaven jubilades, 31 estaven estudiant i 38 estaven classificades com a «altres inactius».

### Ingressos
El 2009 a Louan-Villegruis-Fontaine hi havia 187 unitats fiscals que integraven 520 persones, la mediana anual d'ingressos fiscals per persona era de 19.299,5 €.

### Activitats econòmiques
Dels 19 establiments que hi havia el 2007, 1 era d'una empresa de fabricació d'altres productes industrials, 4 d'empreses de construcció, 2 d'empreses de comerç i reparació d'automòbils, 1 d'una empresa de transport, 3 d'empreses d'hostatgeria i restauració, 1 d'una empresa financera, 1 d'una empresa immobiliària, 5 d'empreses de serveis i 1 d'una empresa classificada com a «altres activitats de serveis».
Dels 9 establiments de servei als particulars que hi havia el 2009, 2 eren tallers de reparació d'automòbils i de material agrícola, 3 paletes, 1 lampisteria, 1 perruqueria i 2 restaurants.
L'any 2000 a Louan-Villegruis-Fontaine hi havia 25 explotacions agrícoles que ocupaven un total de 2.877 hectàrees.

## Equipaments sanitaris i escolars
El 2009 hi havia una escola elemental integrada dins d'un grup escolar amb les comunes properes formant una escola dispersa.

## Poblacions més properes
El següent diagrama mostra les poblacions més properes.